# Мэннерс, Виолет
Ма́рион Ма́ргарет Виоле́т Мэ́ннерс, герцогиня Ра́тленд (англ. Marion Margaret Violet Manners, Duchess of Rutland; в девичестве Ли́ндсей (англ. Lindsay); 7 марта 1856, Лондон — 22 декабря 1937, там же) — британская аристократка и художница. Была известна своей красотой, запечатлённой на многих картинах. Супруга Генри Мэннерса, 8-го герцога Ратленд, с которым имела пятерых детей.

## Семья, брак и дети
Марион Маргарет Виолет Линдсей родилась 7 марта 1856 года в Лондоне. Её родителями были достопочтенный Чарльз Хью Линдсей, младший сын Джеймса Линдсея, 24-го графа Кроуфорд и Марии Маргарет Пеннингтон, и леди Эмилия Анна Браун, дочери Монтегю Брауна, декана Лисмора и Катерины Пенелопы де Монтморенси.

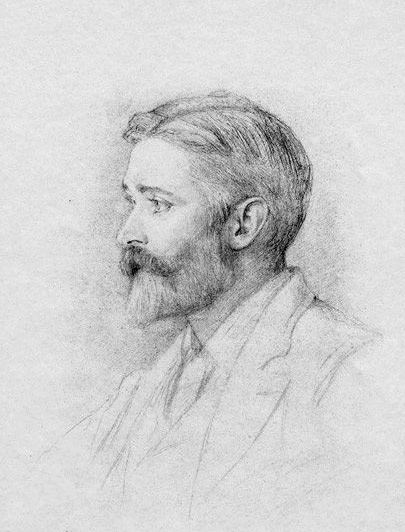
Генри Мэннерс, 8-й герцог Ратленд на рисунке своей супруги, 1891 год

В возрасте 26 лет она вышла замуж за Генри Мэннерса, единственного сына и наследника 7-го герцога Ратленд и Катерины Марли. У супругов было мало что общего: Генри был консерватором и любил охоту, Виолет придерживалась взглядов богемной жизни, интересовалась искусством. В браке родилось пятеро детей. Рождение двух последних девочек приписывают любовникам Виолет: леди Виолет Катерина была рождена от Монтегю Корри, 1-го барона Роутон, а последняя дочь, Диана, — от связи с Гери Кокейн-Костом.
В 1888 году супруги стали маркизами Грэнби. В 1906 году, после смерти отца, Генри унаследовал его титул, став 8-м герцогом Ратлендским, Виолет стала герцогиней. Во время Первой мировой войны дом герцогини на Арлингтон-стрит стал больницей. Её дочь Диана находилась в больнице в качестве медсестры. Зять Виолет Уго Чартерис, супруг её дочери Виолет, погиб во время войны.
Герцог Ратленд умер в 1925 году. Его титул унаследовал второй сын четы Джон. Сама Виолет, вдовствующая герцогиня Ратлендская, умерла 22 декабря 1937 года и была похоронена в Бивер-Касл — резиденции семьи Мэннерс.
Дети:
- леди Виктория Марджори Гарриет Мэннерс (1883—1946) — супруга Чарльза Паже, 9-го маркиза Энглси[англ.], имели шестерых детей;
- достопочтенный Роберт Чарльз Джон Мэннерс (1885—1894) — умер в молодости;
- Джон Генри Монтегю Мэннерс (1886—1940) — 9-й герцог Ратленд, был женат на Катерине Теннант, имел пятерых детей;
- леди Виолет Катерина Мэннерс (1888—1971) — супруга сначала Уго Чартериса, имела от него детей, затем вышла замуж за Гая Бенсона;
- леди Диана Оливия Уинифред Мод Мэннерс[англ.] (1892—1986) — дочь от связи с Генри Кастом, супруга Даффа Купера, мать четверых детей.

## Художественная деятельность

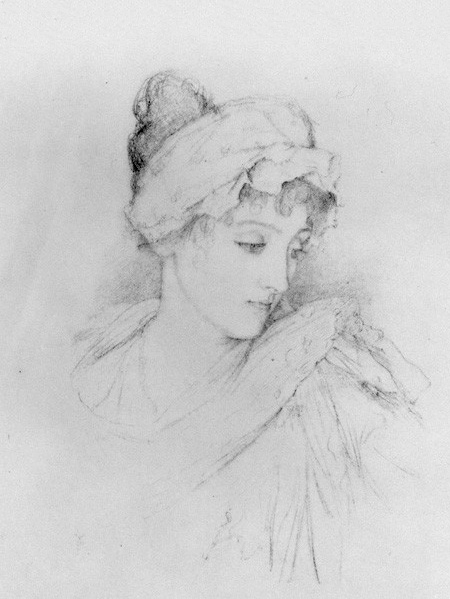
Рисунок леди Линдсей, Нора, 1897 год

Виолет получала домашнее образование, а её семья поощряла интерес девочки к искусству. В молодости была в Италии, где в 1877 году показывала некоторые свои рисунки и скульптуры в галереи Гросвенор, основателем который был её двоюродный брат Коуттс Линдсей. Сама Виолет считала себя профессионалом в художественном деле. Её наиболее удачными работами являются рисунки членов семьи Линдсей и семьи своего супруга. Некоторые её работы были выставлены в Королевской академии художеств и Новой галерее, а также во Франции и США. В 1825 году один критик высказался по поводу творчества герцогини, сказав: «Её стиль особенно подходит для изображения женской красоты и элегантности, художница достигает высоких результатов в очертаниях лиц натурщиков».
В организации показа рисунков герцогине помогал её друг, скульптор Уильям Рид Дик. В 1894 году умер старший сын Виолет. Она сделала рисунок мальчика на его могиле в Бивер-Касле. Лучшим произведением герцогини считается статуя, изображающая её сына и других членов семьи. До 1937 года статуя находилась в лондонской резиденции Виолет, а после была приобретена британским музеем Тейт. В 1900 году были опубликованы портреты мужчин и женщин, составлявших круг общения художницы.  

Герцогиня Ратленд в поздние годы

Виолет была членом общества Души (англ. The Souls), которое объединяло аристократов, занимающихся искусством и интеллектуальными науками. Журнал The Lady's Realm назвал герцогиню Ратлендскую «Королевой общества, которая обладает красотой, необыкновенными художественными способностями, разбирается в экономических и социальных вопросах, что делает её безусловным лидером».
Герцогиня была известной красавицей, как и её младшая дочь леди Диана. Виолет была изображена на портретах Джеймса Шеннона и Джорджа Фредерика Уоттса. Один из её современников писал о ней: «Её индивидуальность была превосходной: каштановые волосы, бледный цвет лица, глаза, стройна фигура вместе с прекрасным вкусом к одежде выцветших цветов из мягких тканей».
У Виолет была своя студия в Бьют-хаузе. После смерти мужа она переехала на Белгрейв-сквер, где основала новую студию и занималась искусством. Свои выставки она организовывала до конца жизни. Последнее своё произведение она представила публике в ноябре 1937 года, за месяц до смерти. 